# Вилхелм Монфератски (граф на Яфа и Аскалон)
Вижте пояснителната страница за други личности с името Вилхелм.
Вилхелм Монфератски „Дългия меч“ (на италиански: Guglielmo Lungaspada; на латински: Willelmus Longaspatha; на немски: Wilhelm Langschwert von Montferrat, * между 1135 и 1145 г., † 1177), е граф на графството Яфа и Аскалон в Йерусалимското кралство.
Той е най-големият син на Вилхелм V Стари († 1191), маркграф на Монферат от род Алерамичи, и на Юдит Австрийска (* 1115, † 1178), дъщеря на Леополд III от род Бабенберги и Агнес от Вайблинген († 24 септември 1143), дъщеря на император Хайнрих IV и Берта Савойска. Той е по-голям брат на Конрад и Бонифаций, и Рение.
През 1176 г. той е избран за съпруг на Сибила, вероятно по предложение на крал Луи VII от Франция, от нейния брат крал Балдуин IV Йерусалимски и неговия регент граф Раймонд III Триполитански. Балдуин IV е бездетен и болен от проказа. Сибила е вероятната последничка на трона. През октомври 1176 г. той пристига в Сидон и се жени за Сибила. Той получава по традиция графството Яфа и Аскалон. Вилхелм умира малко след сватбата през 1177 г. от малария. Сибила е по това време бременна с неговия син, по-късният крал Балдуин V.
Неговата вдовица се омъжва през 1180 г. за западнофренския благородник Ги дьо Лузинян, който също получава графството Яфа и Аскалон и през 1186 г. става крал на Йерусалим.